# صينية بابلية

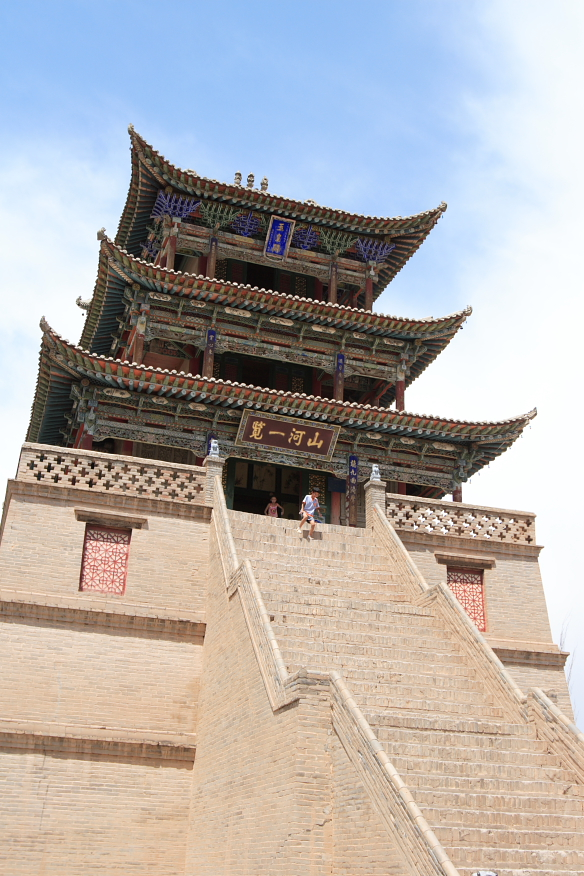
برج إمبراطور اليشم (玉皇阁 Yùhuánggé)، الجناح المركزي لمعبد الإله الأعلى، في جايد، تشينغهاي. غالبًا ما يتم بناء أضرحة إمبراطور اليشم على منصات مرتفعة، وخاصة في غرب الصين.

الصينية البابلية هي نظرية مرفوضة من قبل معظم العلماء تقول إنه في الألفية الثالثة قبل الميلاد قدمت بلاد بابل العناصر الأساسية للغة والحضارة المادية لما يعرف اليوم بالصين. عرض ألبرت تيرين دي لاكوبري (1845 – 1894) فكرة أن هجرة جماعية جلبت العناصر الأساسية للحضارة المبكرة إلى الصين، ولكن هذه النظرية فقدت مصداقيتها إلى حد كبير. في أوائل القرن العشرين، استمال المفكرون الصينيون الحجج المتحورة حول الصين، المستندة أحيانًا على ما يعرف بتمايز هوا-يي، إذ أرادوا تصديق فكرة أن هوان جي دي وغيره من الشخصيات لم تكن أسطيرًا، وإنما شخصيات تاريخية. ورد آخرون إلى حد إنكار وجود عناصر أجنبية خلال مرحلة الصين المبكرة. في أواخر القرن العشرين وأوائل القرن الحادي والعشرين، استخدم العلماء الأدلة الأثرية المكتشفة حديثًا ليزعموا أن بعض العناصر الخاصة بالحضارة الصينية القديمة قد جاءت من غرب أو وسط آسيا إلى الصين وأن هناك علاقات لغوية بين تربط بين جانبي القارة الآسيوية.

## نظرية لاكوبري
قدم عالم الحضارة الصينية ألبرت تيرين دي لاكوبري (1845 – 1894) حججًا مستفيضة وتفصيلية حول الأصل الغربي للحضارة الصينية المبكرة منذ عام 2300 قبل الميلاد وحتى عام 200 ميلادية (1892) بأن الحضارة الصينية أسسها مهاجرون من بلاد بابل. كتب في ذلك:
إن كل شيء متعلق بالعصور القديمة والتقاليد الصينية يشير إلى أصل غربي. لم يتمكن أي عالم بالحضارة الصينية ممن درسوا الموضوع التحقق من أي أصل آخر للصينيين غير الغرب. إذ بدأوا باجتياح البلاد تريجيًا من شمال غرب الصين، وأن عظمتهم التي وصلوا إليها بدأت من منذ أربعين قرنًا.
زعم لاكوبري أن هوان جي دي هو زعيم قبلي تاريخي لبلاد ما بين النهرين قاد هجرة جماعية لشعبه إلى الصين حوالي العام 2300 قبل الميلاد وأسس لما أصبح لاحقًا الحضارة الصينية. زعم لاحقًا وجود تشابه بين الترايغرام (مقطع لغوي من 3 حروف) والهكساغرام (مقطع مكون من الترايغرام) في النص الصيني القديم «ايجنغ» أو كتاب التغيرات، والكتابة المسمارية.
كانت نظريات عودة الحضارة الصينية لأصل بلاد الرافدين مدعومة من قبل عالم الآشوريات أرتشيبالد سايس في مجلة الجمعية الآسيوية الملكية. تلك النظريات أبهرت العامة لكنهم تعرضت للنقد أو النغي من قبل علماء الصينيات آنذاك ولاحقًا. شكك جيمس ليغ، الذي كانت ترجماته المثيرة للإعجاب للنصوص الصينية الكلاسيكية التي ظهرت في نفس وقت ظهور أعمال لاكوبري، شكك بكفاءة دراسة كوبري للصينيات. أشار ليغ خلال مراجعة له لترجمة تيرين لغيجنغ، بأن «الجهل المتهور» وحده الذي أفضى لوجود أخطاء في الترجمة، بما في ذلك عدم الرجوع إلى المرجع الأساسي، قاموس كانغ شي. وصف مراجع آخر لاكوبري بأنه «مروّج عجائب بارع». ولكن الضربة القاضية لنظريات لاكوبيري المقارنة جاءت عندما رفض جوستاف شليغل عالم العلوم بجامعة لايدن ادعاءاته وأصر على الأصل المستقل والتطور الذاتي للحضارة الصينية. حدد شليغل الأسلوب الذي سيتبعه المستشرقون اللاحقون. ذهب الباحثون للإشارة إلى أن الرموز الصينية أحادية المقطع لا يمكن معادلتها بالكلمات الكلدية متعددة المقاطع التي استخدمت في بلاد بابل؛ وأنه على أية حال، كانت المعرفة بالآشورية «ملتبسة إلى حد كبير» ولا يمكن الاعتماد عليها في تقديم مثل هذه الادعاءات؛ وأنه لم يثبت حتى أن الحضارة البابلية سبقت نظيرتها الصينية في النشوء.
لم تكن نظرية لاكوبري حول الأصلي البابلي للدورة الستينية في التقويم الصيني أفضل كثيرًا. أشار الباحثون إلى أن النظامين يختلفان في المفهوم والوظيفة: استخدم النظام العشري البابلي للعد حتى 60، ومن ثم تعاود الدورة البدء، في حين دمج النظام الصيني دورة من 12 ودورة من 10.